# Branko Grünbaum
Branko Grünbaum, född den 2 oktober 1929 i Osijek, död den 14 september 2018 i Seattle var en jugoslavienfödd matematiker av judisk härkomst (sedermera israelisk medborgare) och professor i matematik vid University of Washington från 1966 till 2000. Han doktorerade 1957 vid Hebreiska universitetet i Jerusalem och ägnade sig främst åt diskret geometri, kombinatorik och polytoper.